# Манцуров Ігор Германович
Манцуров Ігор Германович (4 липня 1953, м. Запоріжжя) — директор Інституту системних статистичних досліджень (ІССД). Доктор економічних наук, професор, член-кореспондент НАН України, Відмінник освіти України, Заслужений економіст України (2009).

## Біографія
- 04.1953 р. — народився у м. Запоріжжя;
- 06.1970 р. — закінчив середню школу № 181 м. Києва;
- 06.1974 р. — закінчив Київський інститут народного господарства імені Д. С. Коротченка в 1974 році (нині — Київський національний економічний університет імені Вадима Гетьмана) за спеціальністю «Статистика»;
- 09.1974 р. — почав працювати на посаді старшого інженера Центрального статистичного управління УРСР;
- 01.1976 р. — почав працювати в Науково-дослідному економічному інституті (НДЕІ) Держплану УРСР на посаді старшого інженера відділу статистики;
- 11.1977 р. — зарахований до аспірантури з відривом від виробництва Київського інституту народного господарства за спеціальністю «Статистика». Протягом 3-х років навчання в аспірантурі виконував обов'язки викладача кафедри статистики.
- 09.1980 р. — достроково захистив кандидатську дисертацію, отримав призначення на посаду викладача кафедри статистики Київського інституту народного господарства.
- 02.1982 р. — перейшов на роботу до Українського філіалу Науково-дослідного інституту Держкомпраці УРСР на посаду завідувача відділу статистики праці. Водночас продовжував викладати на кафедрі статистики КІНГ за сумісництвом.
- 09.1984 р. — переведений на посаду завідувача кафедри статистики КІНГ.
- 09.1988 р. — згідно рішення Міністерства вищої та середньо спеціальної освіти СРСР був відряджений до Народної республіки Мозамбік, де продовжував займатися викладацькою та науковою діяльністю у Державному університеті Республіки Мозамбік.
- 06.1990 р. — перейшов до роботи в Програму розвитку ООН у Республіці Мозамбік;
- 1993 р. — після початку миротворчої операції ООН у Республіці Мозамбік почав працювати у Міжнародній організації з міграції (МОМ), де займався дипломатичною діяльністю;
- 1995 р. — переведений до Анголи, де виконував дипломатичну місію. У 1996—1997 роках із тими ж службовими зобов'язаннями, але на регіональному рівні, був переведений до країн Західної Африки (Ліберія, Сьєрра-Леоне) і країнах району Великих озер Африки (Уганда, Бурунді);
- 09.1997 р. — очолив посаду регіонального координатора МОМ у її Південно-Африканському центрі, Преторія, Південно-Африканська Республіка, у 14-ти африканських країнах, які належать до Південно-Африканського союзу з економічного розвитку (SADEC);
- 02.1999 р. — переведений на посаду Голови дипломатичної місії МОМ у Республіці Білорусь;
- 2000 р. — з початком бойових дій у Федеративній республіці Югославія, під впливом форс-мажорних обставин, призначений на посаду регіонального координатора програм МОМ на Балканах;
- 01.2001-02.2003 рр. — очолював Міжнародний благодійний фонд «Українська фундація менеджменту» в Україні;
- 03.2003 р. — працював на посаді виконавчого директора Українського центру реструктуризації підприємств та розвитку приватного сектору (Проект Всесвітнього Банку з розвитку приватного сектора в Україні);
- 07.2004 р. — обраний за конкурсом на посаду завідувача кафедри статистики Київського національного економічного університету імені Вадима Гетьмана;
- 03.2009 р. — 01.2016 р. працював на посаді директора Науково-дослідного економічного інституту Міністерства економічного розвитку та торгівлі України, член Колегії Міністерства;
- 04.2012 р. — рішенням Президії Національної академії наук України обраний членом-кореспондентом НАН України за спеціальністю «Інституційна економіка»,
- 07.2016 р.— по теперішній час — очолює Інститут системних статистичних досліджень (ІССД).

## Діяльність
Ігор Германович Манцуров постійно бере участь у науковому обґрунтуванні та підготовці документів законодавчого, нормативного, прогнозного і програмного характеру, спрямованих на вирішення сучасних економічних проблем розбудови держави.
Підготував низку науково-аналітичних матеріалів для Адміністрації Президента України, Кабінету Міністрів України, Комітетів Верховної Ради України, Міністерства економічного розвитку і торгівлі України, Міністерства закордонних справ України, інших відомств тощо.
Був головою та членом оргкомітетів міжнародних економічних науково-практичних конференцій, форумів та круглих столів в Україні, Південно-Африканський Республіці, Швейцарії, Бельгії, Сербії, Косово тощо, на яких вирішувалися питання розробки стратегій економічного і соціального розвитку країн, їх взаємодії при вирішенні питань спільного виходу з кризи тощо. За результатами роботи цих міжнародних форумів приймались науково-практичні рекомендації, використання яких сприяє підвищенню ефективності функціонування діяльності органів державного управління та інститутів влади і суспільства.

### Наукові здобутки
А. У сфері розвитку економічної науки:
 — зробив суттєвий внесок у розробку методологічних засад становлення та розвитку таких державних інститутів, які при певних умовах трансформуються у ринкові регулятори, за рахунок функціонування яких держава може більш ефективно впливати на розвиток економіки;
 — розробив теорію і методологію інституційного планування як інструменту державного регулювання економіки, обґрунтувавши при цьому необхідність посилення впливу держави на результати господарювання, в тому числі за рахунок використання планових начал управління; 
— суттєво удосконалив і поглибив систему теоретичних знань, необхідних для статистичного інформаційно-аналітичного забезпечення державного регулювання економіки, інституційного планування її розвитку та розробки ефективних управлінських рішень;
 — обґрунтував методологічні засади розроблення сценарних прогнозних моделей розвитку інституціональної економіки, які є основою технологій узгодження процесів прогнозування і планування та корекції на цій основі державних програм економічного та соціального розвитку країн;
— зробив суттєвий внесок у розроблення методології врахування фактору невизначеності в системі державного регулювання та інституційного планування розвитку національних економік; 
— запровадив у практику як вітчизняної, так і міжнародної статистики методологію кількісної оцінки економічного розвитку та конкурентоспроможності країн;
 — розробив організаційно-економічний механізм державного регулювання інвестиційної та інноваційної діяльності, методологічні принципи формування національної інноваційної системи та забезпечення її належного ефективного функціонування на основі мобілізації як національних, так і іноземних фінансових ресурсів;
 — розробив методичні положення щодо гармонізації національної програми інноваційного розвитку з аналогічними програмами країн ЄС та інших країн, які досягли значних успіхів у формуванні моделі інноваційного розвитку національних економік і підвищення їх конкурентоспроможності, включаючи відповідну систему статистичних показників, методологію їх розрахунку, підходів до формування програми інноваційного розвитку та оцінки ефективності її реалізації;
 — сформулював теоретико-методологічні засади інформаційно-аналітичного забезпечення державного фінансового менеджменту та обґрунтування ефективних управлінських рішень в цій галузі;
— розробив методологічні засади розробки системи державного регулювання ринку злиттів/поглинань України та формування рекомендацій щодо ефективного функціонування цієї системи.

Б. У галузі практичного використання результатів наукових досліджень в Україні та за кордоном:
Починаючи з 1991 року, наукові і методичні розробки І. Г. Манцурова використовуються у практичній роботі спеціалізованих агенцій Організації Об'єднаних Націй в країнах, де І. Г. Манцуров розробляв та реалізовував програми розвитку національних економік, а з 2001 року, — в органах державного управління та статистики України.
Так, зокрема, у службовій характеристиці, підписаної керівником Департаменту Секретаріату ООН, визначається, що «І. Г. Манцуров, працюючи в ООН, розробляв та реалізовував програми розвитку національних економік в країнах Південно-Африканського Союзу. Його ефективна діяльність у галузі розробки методології забезпечення цих програм стала одним з найбільш значущих досягнень ООН в регіоні, що дає можливість стверджувати, що переважна більшість програм економічного і соціального розвитку країн Південної Африки, впроваджених ООН, базується здебільшого на ґрунтовних та важливих методологічних розробках І. Г. Манцурова».

В Україні в практиці роботи органів державного управління і статистики використовуються, зокрема, результати таких наукових розробок І. Г. Манцурова:
- Міністерством економічного розвитку і торгівлі України:

- методика та здійснений на її основі аналіз впливу чинників ефективності використання капіталу, праці, підвищення рівня зайнятості населення тощо на динаміку ВВП застосовуються при розробці стратегії забезпечення макроекономічної стабільності та економічної безпеки країни;
- статистичні моделі зовнішньоекономічної рівноваги застосовуються при формуванні нової парадигми зовнішньоекономічної стратегії країни;
- методичні розробки стосовно узагальнюючої статистичної оцінки конкурентоспроможності застосовуються при розробці концепції конкурентоспроможності національної економіки України та національної програми по її підвищенню;
- Міністерством соціальної політики України та Державною службою зайнятості:

- методичні матеріали по розробці Програми зайнятості населення на 2006—2009 роки, проекту Державної стратегії регіонального розвитку України до 2013 року та проекту Стратегії демографічного розвитку України на 2005—2015 роки;
- Міністерством фінансів України:

- моделі статистичного аналізу боргового навантаження економіки України та її платоспроможності з урахуванням розподілу державного боргу на активний і пасивний, внутрішній і зовнішній адекватності рівня резервних активів тощо. Відповідні результати аналізу використовуються при розробці заходів по регулюванню балансу поточних операцій в складі платіжного балансу, зовнішнього боргу тощо з метою забезпечення паритетності зовнішньоекономічного співробітництва.
- Державним комітетом статистики України:

- матеріали по розробці «Стратегії розвитку державної статистики України до 2015 року» в частині врахування заходів щодо удосконалення методології та організації спостереження в статистиці зовнішньої торгівлі товарами та послугами.
- Державним Комітетом України з питань регуляторної політики та підприємництва:

- концепція регуляторної політики та національної програми розвитку підприємництва.
Міжнародний експерт з проблем розвитку національних економік та інституційних перетворень Міжнародної організації з міграції (МОМ), Міжнародної організації праці (МОП) та Організації Об'єднаних Націй — UNDP-UNOPS.

### Наукові праці
Має більше 150 наукових праць у галузі інституціональної економіки, світової економіки, статистики, інституційних перетворень, фінансового регулювання національних економік, статистичного інформаційно-аналітичного забезпечення управління економікою тощо.
Автор 12-ти одноосібних та співавтор 10-ти колективних монографій, присвячених проблемам розвитку інституціональних економік, які опубліковані в Україні та за кордоном чотирма мовами — українською, російською, англійською та португальською.